# Орегон (Вісконсин)
Орегон (англ. Oregon) — селище (англ. village) в США, в окрузі Дейн штату Вісконсин. Населення — 11 179 осіб (2020).

## Географія
Орегон розташований за координатами 42°55′31″ пн. ш. 89°23′20″ зх. д. / 42.92528° пн. ш. 89.38889° зх. д. (42.925237, -89.388859).  За даними Бюро перепису населення США в 2010 році селище мало площу 11,44 км², уся площа — суходіл.

## Демографія
Згідно з переписом 2010 року, у селищі мешкала 9231 особа в 3589 домогосподарствах у складі 2527 родин. Густота населення становила 807 осіб/км².  Було 3775 помешкань (330/км²).
Расовий склад населення:
| - 95,4 % — білих - 1,2 % — чорних або афроамериканців - 0,8 % — азіатів - 0,2 % — вихідців з тихоокеанських островів - 0,2 % — корінних американців |

До двох чи більше рас належало 1,5 %. Частка іспаномовних становила 2,2 % від усіх жителів.
За віковим діапазоном населення розподілялося таким чином: 28,6 % — особи молодші 18 років, 61,8 % — особи у віці 18—64 років, 9,6 % — особи у віці 65 років та старші. Медіана віку мешканця становила 37,0 року. На 100 осіб жіночої статі у селищі припадало 91,8 чоловіків;  на 100 жінок у віці від 18 років та старших — 87,8 чоловіків також старших 18 років.
Середній дохід на одне домашнє господарство  становив 107 535 доларів США (медіана — 88 250), а середній дохід на одну сім'ю — 129 334 долари (медіана — 102 443). Медіана доходів становила 56 688 доларів для чоловіків та 53 562 долари для жінок. За межею бідності перебувало 4,3 % осіб, у тому числі 2,3 % дітей у віці до 18 років та 14,5 % осіб у віці 65 років та старших.
Цивільне працевлаштоване населення становило 5473 особи. Основні галузі зайнятості: освіта, охорона здоров'я та соціальна допомога — 29,0 %, виробництво — 13,3 %, роздрібна торгівля — 12,3 %.